# 童家站
童家站是一个沪昆线上的铁路车站，位于江西省鹰潭市月湖区童家镇，建于1935年，目前为五等站，邮政编码为335001。车站设有2条正线、3条侧线。目前不办理客运业务，货运仅办理整车路用货物发到。